# トリプル世界戦
トリプル世界戦（トリプルせかいせん）とは、同じ日に同じ会場でプロボクシングの世界タイトルマッチが3試合行われること。現在まで、日本国内で11度（うち男女1度、女子3度）行われている。
なお、2004年1月3日に大阪市中央体育館とパシフィコ横浜、2009年7月14日にワールド記念ホールと後楽園ホール、2011年12月31日に大阪府立体育会館と横浜文化体育館で行われたそれぞれ3試合および2013年12月31日に大阪府立体育会館と大田区総合体育館で行われる3試合の世界戦に関してもトリプル世界戦と呼ばれることがある。
本項では2003年に米国で行われた「8大タイトルマッチ」も記述する。

## 日本におけるトリプル世界戦
原功は2008年9月までに単一の会場で行われた5度のトリプル世界戦を分析し、2試合でのレフェリー・ストップ以外にKO決着はなかったこと、凡戦は全くなかったもののノックダウンさえ一度もなかったこと、空位の王座を争う決定戦以外の11試合では王者が8勝を収めて勝ち越し、引き分けは皆無だったことなどに注目してデータをまとめている。
男子のみのトリプル戦のうち2004年1月3日、2011年12月31日、2012年12月31日、2013年12月3日、2014年12月30日、2014年12月31日、2017年12月31日、2019年6月19日、2019年12月31日を除き、すべて帝拳プロモーション主催で行われている。

### 1998年8月23日
- 会場 横浜アリーナ
- 放送 日本テレビ

WBCミニマム級 暫定王座決定戦
● ロッキー・リン（1位=ロッキー/台湾出身） vs ワンディ・チョー・チャレオン（2位=タイ） ○
12回判定。リン、挑戦失敗
WBCライト級
○ セサール・バサン（王者=メキシコ） vs 坂本博之（挑戦者・1位=角海老宝石） ●
12回判定。坂本、挑戦失敗（バサン、初防衛成功）
WBCバンタム級
○ 辰吉丈一郎（王者=大阪帝拳） vs ポーリー・アヤラ（挑戦者・1位=米国） ●
6回終了負傷判定。辰吉、2度目の防衛成功

### 2003年10月4日
- 会場 両国国技館
- 放送 日本テレビ

WBAバンタム級 暫定王座決定戦
○ 戸高秀樹（4位=緑） vs レオ・ガメス（5位=ベネズエラ） ●
12回判定。戸高、王座獲得（日本人5人目の2階級制覇達成）
WBAスーパーフライ級
○ アレクサンデル・ムニョス（王者=ベネズエラ） vs 本田秀伸（挑戦者・14位=グリーンツダ） ●
12回判定。本田、挑戦失敗（ムニョス、2度目の防衛成功）
WBCバンタム級
△ ウィラポン・ナコンルアンプロモーション（王者=タイ） vs 西岡利晃（挑戦者・1位=帝拳） △
12回判定引き分け。西岡、挑戦失敗（ウィラポン、11度目の防衛成功）

### 2004年1月3日（2会場での開催）
- 会場 パシフィコ横浜、大阪市中央体育館
- 放送 テレビ東京

パシフィコ横浜で開催
WBCフライ級
○ ポンサクレック・クラティンデーンジム（王者=タイ） vs トラッシュ中沼（挑戦者・13位=国際） ●
12回判定。中沼、挑戦失敗（ポンサクレック、9度目の防衛成功）
大阪市中央体育館で開催
WBAスーパーフライ級
○ アレクサンデル・ムニョス（王者=ベネズエラ） vs 小島英次（挑戦者・14位=金沢） ●
10回TKO。小島、挑戦失敗（ムニョス、3度目の防衛成功）
WBCスーパーフライ級
○ 徳山昌守（王者=金沢） vs ディミトリー・キリロフ（挑戦者・1位=ロシア） ●
12回判定。徳山、8度目の防衛成功

### 2004年3月6日
- 会場 さいたまスーパーアリーナ
- 放送 日本テレビ

WBCバンタム級
○ ウィラポン・ナコンルアンプロモーション（王者=タイ） vs 西岡利晃（挑戦者・1位=帝拳） ●
12回判定。西岡、挑戦失敗（ウィラポン、12度目の防衛成功）
WBCスーパーバンタム級
○ オスカー・ラリオス（王者=メキシコ） vs 仲里繁（挑戦者・4位=沖縄ワールドリング） ●
12回判定。仲里、挑戦失敗（ラリオス、6度目の防衛成功）
WBAバンタム級 暫定
● 戸高秀樹（王者=緑） vs フリオ・サラテ（挑戦者・10位=メキシコ） ○
12回判定。戸高、王座陥落（初防衛失敗）

### 2007年5月3日
- 会場 有明コロシアム
- 放送 日本テレビ

WBAスーパーフェザー級
○ エドウィン・バレロ（王者=ベネズエラ） vs 本望信人（挑戦者・2位=角海老宝石） ●
8回TKO。本望、挑戦失敗（バレロ、2度目の防衛成功）
WBAスーパーフライ級
● 名城信男（王者=六島） vs アレクサンデル・ムニョス（挑戦者・1位=ベネズエラ） ○
12回判定。名城、王座陥落（2度目の防衛失敗）
WBCバンタム級
○ 長谷川穂積（王者=千里馬神戸） vs シンピウィ・ベトイェカ（挑戦者・4位=南アフリカ） ●
12回判定。長谷川、4度目の防衛成功

### 2008年9月15日
- 会場 パシフィコ横浜
- 放送 テレビ東京

この放送では木村登勇のウクライナでの世界初挑戦も合わせて「4大世界戦」として中継された。
WBAスーパーフライ級 王座決定戦
○ 名城信男（1位=六島） vs 河野公平（3位=ワタナベ） ●
12回判定。名城、王座獲得（1年4ヵ月ぶりの王座返り咲き）
WBCスーパーバンタム級 暫定王座決定戦
○ 西岡利晃（2位=帝拳） vs ナパーポン・キャッティサクチョーチャイ（3位=タイ） ●
12回判定。西岡、王座獲得
WBAミニマム級
● 新井田豊（王者=横浜光） vs ローマン・ゴンサレス（挑戦者・1位=ニカラグア） ○
4回TKO。新井田、王座陥落（8度目の防衛失敗）

### 2009年7月14日（2会場での開催）
- 会場 後楽園ホール、神戸ワールド記念ホール
- 放送 日本テレビ

後楽園ホールで開催
WBCフェザー級
● 粟生隆寛（王者=帝拳） vs エリオ・ロハス（挑戦者・1位=ドミニカ共和国） ○
12回判定。粟生、王座陥落（初防衛失敗）
神戸ワールド記念ホールで開催
WBAミニマム級
○ ローマン・ゴンサレス（王者=ニカラグア） vs 高山勝成（挑戦者・1位=真正） ●
12回判定。高山、挑戦失敗（ゴンサレス、2度目の防衛成功）
WBCバンタム級
○ 長谷川穂積（王者=真正） vs ネストール・ロチャ（挑戦者・4位=米国） ●
1回TKO。長谷川、9度目の防衛成功

### 2010年3月27日（男女）
トリプル世界戦としては初めて女子の試合が含まれた。
- 会場 有明コロシアム
- 放送 TBSテレビ

地上波では亀田vsポンサクレック戦のみ放送され、オーレイドンvs黒木戦は後日TBSチャンネルで録画中継。
WBC女子アトム級
○ 小関桃（王者=青木） vs 申建主（挑戦者・ライトフライ級4位=韓国） ●
10回判定。小関、4度目の防衛成功
WBCミニマム級
○ オーレイドン・シスサマーチャイ（王者=タイ） vs 黒木健孝（挑戦者・4位=ヤマグチ土浦） ●
12回判定。黒木、挑戦失敗（オーレイドン、5度目の防衛成功）
WBCフライ級 王座統一戦
● 亀田興毅（王者=亀田） vs ポンサクレック・ウォンジョンカム（暫定王者=タイ） ○
12回判定。亀田、王座陥落（初防衛失敗）

### 2011年4月8日
初めて3戦とも日本の世界王者による防衛戦となった。
- 会場 神戸ワールド記念ホール（当初は両国国技館を予定していたが、東日本大震災の影響に伴い会場が変更された）
- 放送 日本テレビ

WBCスーパーフェザー級
○ 粟生隆寛（王者=帝拳） vs ウンベルト・グティエレス（挑戦者・3位=メキシコ） ●
4回KO。粟生、初防衛成功
WBCスーパーバンタム級
○ 西岡利晃（王者=帝拳） vs マウリシオ・ムニョス（挑戦者・6位=アルゼンチン） ●
9回KO。西岡、6度目の防衛成功
WBCフェザー級
● 長谷川穂積（王者=真正） vs ジョニー・ゴンザレス（挑戦者・1位=メキシコ） ○
4回TKO。長谷川、王座陥落（初防衛失敗）
日本開催のトリプル世界戦として初めて3試合ともKO決着となった。

### 2011年5月8日（女子）
史上初のトリプル女子世界戦。当初3月12日を予定していたが、東北地方太平洋沖地震により会場が損傷したため延期。
- 会場 後楽園ホール
- 放送 スカイ・A sports+

WBC女子ミニフライ級
● アナベル・オルティス（王者=メキシコ） vs 藤岡奈穂子（挑戦者・4位=竹原&畑山） ○
8回TKO。藤岡、王座獲得（オルティス、3度目の防衛失敗）
WBC女子アトム級
○ 小関桃（王者=青木） vs クリカノック・アイランドムエタイ（挑戦者・13位=タイ） ●
5回TKO。小関、6度目の防衛成功
WBC女子ライトフライ級
○ 富樫直美（王者=ワタナベ） vs ジュジース・ナガワ（挑戦者・15位=フィリピン） ●
5回TKO。富樫、6度目の防衛成功
史上初めて日本のジムに所属する3選手全員が揃って勝利した。

### 2011年9月22日（女子）
- 会場 後楽園ホール
- 放送 スカイ・A sports+

WBA女子ミニマム級
○ 多田悦子（王者=フュチュール） vs ノンムアイ・ゴーキャットジム（挑戦者=タイ） ●
10回判定。多田、6度目の防衛成功
WBC女子ミニフライ級
○ 藤岡奈穂子（王者=竹原&畑山） vs カニタ・ゴーキャットジム（挑戦者・1位=タイ） ●
9回TKO。藤岡、初防衛成功
WBA女子ライトミニマム級 王座決定戦
○ 安藤麻里（フュチュール） vs アマラー・ゴーキャットジム（タイ） ●
10回判定。安藤、王座獲得

### 2011年12月31日（2会場での開催）
- 会場 大阪府立体育会館、横浜文化体育館
- 放送 TBSテレビ（大阪）、テレビ東京（横浜）

大阪府立体育会館で開催
WBCミニマム級
○ 井岡一翔（王者=井岡） vs ヨードグン・トーチャルンチャイ（挑戦者・10位=タイ） ●
1回TKO。井岡、2度目の防衛成功
横浜文化体育館で開催
WBAフェザー級
○ セレスティーノ・カバジェロ（王者=パナマ） vs 細野悟（挑戦者・8位=大橋） ●
12回判定。細野、挑戦失敗（カバジェロ、初防衛成功）
WBAスーパーフェザー級 王座統一戦
○ 内山高志（王者=ワタナベ） vs ホルヘ・ソリス（暫定王者=メキシコ） ●
11回TKO。内山、4度目の防衛成功

### 2012年12月31日
- 会場 大田区総合体育館
- 放送 テレビ東京

WBAスーパーフライ級
● テーパリット・ゴーキャットジム（王者=タイ） vs 河野公平（挑戦者・8位=ワタナベ） ○
4回KO。河野、王座獲得（テーパリット、4度目の防衛失敗）
WBCスーパーフライ級
○ 佐藤洋太（王者=協栄） vs 赤穂亮（挑戦者・5位=横浜光） ●
12回判定。佐藤、2度目の防衛成功
WBAスーパーフェザー級 王座統一戦
○ 内山高志（王者=ワタナベ） vs ブライアン・バスケス（暫定王者=コスタリカ） ●
8回TKO。内山、6度目の防衛・王座統一成功（暫定王者バスケス、2度目の防衛・王座統一失敗）
男子のみのトリプル戦として初めて日本のジムに所属する3選手全員が揃って勝利した（ただし1試合は日本勢同士）。
また、同日はボディメーカーコロシアム（大阪府立体育会館）においても井岡一翔、宮崎亮（ともに井岡）のダブル世界戦が組まれており、同日世界戦としては国内最多の5試合となった。そちらも井岡・宮崎とも勝利している。

### 2013年3月3日（女子）
- 会場 後楽園ホール

WBC女子ライトフライ級 王座決定戦
○イベス・サモラ（4位=メキシコ）　vs 柴田直子（5位=ワールドスポーツ）●
10回判定。柴田、挑戦失敗（サモラ、王座獲得とWBA女子ミニフライ級に次ぐ2階級制覇）
WBA女子ミニフライ級
○多田悦子（王者=フュチュール） vs 黒木優子（12位=YuKO）●
10回判定。多田、9度目の防衛成功
WBC女子アトム級
○小関桃（王者=青木） vs マリア・ヒメネス（14位=メキシコ）●
10回判定。小関、10度目の防衛成功

### 2013年4月8日
- 会場 両国国技館
- 放送 日本テレビ

WBCスーパーフェザー級
●ガマリエル・ディアス（王者=メキシコ） vs 三浦隆司（挑戦者・10位=帝拳）○
9回TKO。三浦、王座獲得（ディアス、初防衛失敗）
WBCフライ級
●五十嵐俊幸（王者=帝拳） vs 八重樫東（挑戦者・7位=大橋）○
12回判定。五十嵐、王座陥落（2度目の防衛失敗）
WBCバンタム級
○山中慎介（王者=帝拳） vs マルコム・ツニャカオ（挑戦者・1位=真正/フィリピン出身）●
12回TKO。山中、3度目の防衛成功

### 2013年12月3日
- 会場 大阪府立体育会館
- 放送 TBSテレビ

IBF&WBAスーパーフライ級　王座統一戦
●亀田大毅（IBF王者=亀田） vs リボリオ・ソリス（WBA前王者=ベネズエラ）○
12回判定。亀田大毅、前日にソリスが失格になったため初防衛
IBFミニマム級
○ 高山勝成（王者=仲里） vs ビルヒリオ・シルバノ（挑戦者・6位=フィリピン）●
12回判定。高山、初防衛成功
WBOバンタム級
○亀田和毅（王者=亀田） vs イマヌエル・ナイジャラ（挑戦者・6位=ナミビア）●
12回判定。亀田和毅、初防衛成功

### 2013年12月31日（2会場での開催）
- 会場 大阪府立体育会館、大田区総合体育館
- 放送 TBSテレビ（大阪）、テレビ東京（東京）

大阪府立体育会館で開催
WBAライトフライ級
○ 井岡一翔（王者=井岡） vs フェリックス・アルバラード（挑戦者・4位=ニカラグア） ● 
12回判定。井岡、3度目の防衛成功
大田区総合体育館で開催
WBAスーパーフェザー級
○ 内山高志（王者=ワタナベ） vs 金子大樹（挑戦者・8位=横浜光） ● 
12回判定。内山、8度目の防衛成功
WBCスーパーフェザー級
○ 三浦隆司（王者=帝拳） vs ダンテ・ハルドン（挑戦者・2位=メキシコ） ● 
9回TKO。三浦、2度目の防衛成功

### 2014年3月3日（女子）
- 会場 後楽園ホール
- 放送 スカイ・A sports+

IBF女子ライトフライ級
○ 柴田直子（王者=ワールドスポーツ） vs グアテルペ・マルチネス（挑戦者・3位=メキシコ） ●
10回判定。柴田、初防衛成功
WBC女子アトム級
○ 小関桃（王者=青木） vs アンゴー・ワンソンチャイジム（挑戦者・10位=タイ） ●
9回TKO。小関、13度目の防衛成功
WBA女子ライトミニマム級
○ 宮尾綾香（王者=大橋） vs ブアンゲルン・ワンソンチャイジム（挑戦者・5位=タイ） ●
5回KO。宮尾、4度目の防衛成功

### 2014年12月30日
- 会場 東京体育館
- 放送 フジテレビ

WBOスーパーフライ級
● オマール・ナルバエス（王者=アルゼンチン） vs 井上尚弥（挑戦者・8位=大橋） ○
2回KO。井上、王座獲得（ナルバエス、12度目の防衛失敗）
WBCライトフライ級 王座決定戦
○ ペドロ・ゲバラ（1位=メキシコ） vs 八重樫東（3位=大橋） ●
7回KO。八重樫、挑戦失敗
WBCライト級 王座決定戦
○ ホルヘ・リナレス（1位=帝拳/ベネズエラ出身） vs ハビエル・プリエト（2位=メキシコ） ●
4回KO。リナレス、王座獲得

### 2014年12月31日（2会場での開催）
日本でタイトルマッチが1日で5試合行われるのは過去最多。
- 会場 大阪府立体育会館、大田区総合体育館
- 放送 TBSテレビ（大阪）、テレビ東京（東京）

大阪府立体育会館で開催
WBA&WBO世界スーパーバンタム級
○ ギレルモ・リゴンドウ（王者=キューバ） vs 天笠尚 （挑戦者・WBA10位・WBO6位=山上） ● 
11回TKO。天笠、挑戦失敗（リゴンドウ、WBA王座8度目、WBO王座3度目の防衛成功）
IBF&WBO世界ミニマム級 王座決定戦
○ 高山勝成（IBF3位・WBO1位=仲里） vs 大平剛（IBF6位・WBO2位=花形） ●  
7回TKO。高山、王座獲得
大田区総合体育館で開催
WBAスーパーフェザー級
○ 内山高志（王者=ワタナベ） vs イスラエル・ペレス（挑戦者・8位=アルゼンチン） ●
9回TKO。内山、9度目の防衛成功
WBAスーパーフライ級
△ 河野公平（王者=ワタナベ） vs ノルベルト・ヒメネス（挑戦者・5位=ドミニカ共和国） △
12回判定引き分け。河野、初防衛成功
WBAライトフライ級
● アルベルト・ロッセル（王者=ペルー） vs 田口良一（挑戦者・8位=ワタナベ） ○
12回判定。田口、王座獲得（ロッセル、5度目の防衛失敗）

### 2015年5月6日（男女）
- 会場 大田区総合体育館
- 放送 テレビ東京

地上波では池原vs江畑のみ放送されず後日YouTubeにてダイジェスト配信。
WBAスーパーフェザー級
○ 内山高志（スーパー王者=ワタナベ） vs ジョムトーン・チュワタナ（挑戦者・7位=タイ） ●
2回TKO。内山、10度目の防衛成功
WBAライトフライ級
○ 田口良一（王者=ワタナベ） vs クワンタイ・シッモーセン（挑戦者・14位=タイ） ●
8回TKO。田口、初防衛成功
WBO女子ミニフライ級
○ 池原シーサー久美子（王者=フュチュール） vs 江畑佳代子（挑戦者=ワタナベ） ●
7回負傷判定。池原、2度目の防衛成功

### 2016年4月27日
- 会場 大田区総合体育館
- 放送 テレビ東京

WBAスーパーフェザー級 王座統一戦
● 内山高志（スーパー王者=ワタナベ） vs ジェスレル・コラレス（暫定王者=パナマ） ○
2回TKO。内山、王座陥落（12度目の防衛失敗）
WBAスーパーフライ級
○ 河野公平（王者=ワタナベ） vs インタノン・シッチャモアン（挑戦者・2位=タイ） ●
12回判定。河野、3度目の防衛成功
WBAライトフライ級
○ 田口良一（王者=ワタナベ） vs ファン・ランダエタ（挑戦者・7位=ベネズエラ） ●
11回TKO。田口、3度目の防衛成功

### 2017年5月2日
- 会場 有明コロシアム
- 放送 フジテレビ

WBAミドル級 王座決定戦
○ アッサン・エンダム（暫定王者=フランス） vs 村田諒太（2位=帝拳） ●
12回判定。村田、挑戦失敗（エンダム、正規王座獲得）
WBCフライ級
● フアン・エルナンデス（前王者=メキシコ） vs 比嘉大吾（挑戦者・1位=白井・具志堅） ○
6回TKO。比嘉、王座獲得（エルナンデスは前日に体重超過で失格）
WBCライトフライ級
● ガニガン・ロペス（王者=メキシコ） vs 拳四朗（挑戦者・4位=B.M.B） ○
12回判定。拳四朗、王座獲得

### 2017年10月22日
- 会場 両国国技館
- 放送 フジテレビ

WBAミドル級
● アッサン・エンダム（正規王者=フランス） vs 村田諒太（1位=帝拳） ○
7回終了TKO。村田、王座獲得
WBCフライ級
○ 比嘉大吾（王者=白井・具志堅） vs トマ・マソン（挑戦者・6位=フランス） ●
7回TKO。比嘉、初防衛に成功
WBCライトフライ級
○ 拳四朗（王者=B.M.B）vs ペドロ・ゲバラ（挑戦者・1位=メキシコ） ●
12回判定。拳四朗、初防衛に成功

### 2017年12月31日
- 会場 大田区総合体育館
- 放送 TBSテレビ

WBA&IBFライトフライ級 王座統一戦
○田口良一（WBA王者=ワタナベ） vs ミラン・メリンド（IBF王者=フィリピン）●
12回判定。田口、WBA7度目の防衛成功、IBF王座獲得
WBOフライ級
○ 木村翔（王者=青木） vs 五十嵐俊幸（挑戦者・1位=帝拳）●
9回TKO。木村、初防衛成功
IBFミニマム級
○京口紘人（王者=ワタナベ） vs カルロス・ブイトラゴ（挑戦者・3位=ニカラグア）●
8回TKO。京口、初防衛成功

### 2018年10月7日
- 会場 横浜アリーナ
- 放送 フジテレビ

WBAバンタム級（WBSSバンタム級準々決勝）
○井上尚弥（WBA王者=大橋） vs ファン・カルロス・パヤノ（挑戦者・4位=ドミニカ共和国）●
1回KO。井上、初防衛に成功、WBSS準決勝進出
WBCライトフライ級
○ 拳四朗（王者=BMB） vs ミラン・メリンド（挑戦者・6位=フィリピン）●
7回TKO。拳四朗、4度目の防衛に成功
WBAスーパーライト級（WBSSスーパーライト級準々決勝）
○キリル・レリク（王者=ベラルーシ） vs エドゥアルド・トロヤノフスキー（挑戦者・1位=ロシア）●
12回判定。レリク、初防衛成功、WBSS準決勝進出

### 2018年12月30日
- 会場 大田区総合体育館
- 放送 フジテレビ

WBOスーパーフェザー級
○伊藤雅雪（WBO王者=伴流） vs エフゲニー・チュプラコフ（挑戦者・1位=ロシア）●
7回TKO。伊藤、初防衛成功
WBCバンタム級暫定
● ペッチ・CPフレッシュマート（2位=タイ） vs 井上拓真（4位=大橋）○
12回判定。井上、王座獲得
WBCライトフライ級
○拳四朗（王者=BMB） vs サウル・フアレス（挑戦者・8位=メキシコ）●
12回判定。拳四朗、5度目の防衛成功

### 2019年6月19日（男女）
- 会場 幕張メッセ・イベントホール
- 放送 TBSテレビ

地上波で中継されたのは井岡vsパリクテのみ
WBOスーパーフライ級王座決定戦
● アストン・パリクテ（1位=フィリピン）vs 井岡一翔（2位=Reason大貴）○
10回TKO。井岡、王座獲得、日本男子初の4階級制覇
WBAライトフライ級
○ 京口紘人（王者=ワタナベ） vs サタンムアンレック・CPフレッシュマート（10位=タイ）●
12回判定。京口、初防衛成功
WBO女子スーパーフライ級王座決定戦
○ 吉田実代（EBISU K’sBOX） vs ケーシー・モートン（米国）●
10回判定。吉田、王座獲得

### 2019年12月23日
- 会場 横浜アリーナ
- 放送 フジテレビ

WBAミドル級
○ 村田諒太（王者=帝拳）vs スティーブン・バトラー（8位=カナダ）●
5回TKO。村田、初防衛成功
IBFフライ級
○ モルティ・ムザラネ（王者=南アフリカ） vs 八重樫東（14位=大橋）●
9回TKO。八重樫、挑戦失敗（ムザラネ、3度目の防衛成功）
WBCライトフライ級
○ 寺地拳四朗（王者=BMB） vs ランディ・ペタルコリン（12位=フィリピン）●
4回TKO。寺地、7度目の防衛成功

### 2019年12月31日（男女）
- 会場 大田区総合体育館
- 放送 TBSテレビ

地上波では吉田vsシーのみ放送されず※田中vsトロハツは関東・東海ローカル （Paraviでは全試合生配信）
WBOスーパーフライ級
○ 井岡一翔（王者=Reason大貴）vs ジェイビエール・シントロン（1位=プエルトリコ）●
12回判定。井岡、初防衛成功
WBOフライ級
○ 田中恒成（王者=畑中） vs ウラン・トロハツ（10位=中国）●
3回KO。田中、3度目の防衛成功
WBO女子スーパーフライ級
○ 吉田実代（王者=EBISU K’sBOX） vs シー・リーピン（中国）●
10回判定。吉田、初防衛成功

### 2024年1月12日（女子）
- 会場 後楽園ホール
- 配信 Lemino

WBA&WBO女子アトム級
● 黒木優子（王者=真正） vs 松田恵里（挑戦者・WBA2位・WBO2位=TEAM10COUNT）〇
10回判定。黒木、王座陥落（WBA初防衛、WBO3度目の防衛失敗）
WBO女子スーパーフライ級
〇 晝田瑞希（王者=三迫) vs パク・ジヒョン（挑戦者=韓国）●
6回TKO。晝田、2度目の防衛成功
IBF女子アトム級
● 岩川美花（王者=姫路木下） vs 山中菫（挑戦者・1位=真正）〇
10回判定。岩川、王座陥落（初防衛失敗）

### 2024年2月24日
- 会場 両国国技館
- 配信 Amazon Prime Video

WBAバンタム級
〇 井上拓真（王者=大橋） vs ● ヘルウィン・アンカハス（挑戦者・9位=フィリピン）
9回KO。井上、初防衛成功
WBCバンタム級
● アレハンドロ・サンティアゴ（王者=メキシコ） vs 〇 中谷潤人（挑戦者・1位=M.T）
6回TKO。中谷、王座獲得（サンティアゴ、初防衛失敗）
WBOスーパーフライ級 王座決定戦
〇 田中恒成（1位=畑中） vs ● クリスチャン・バカセグア（2位=メキシコ）
12回判定。田中、王座獲得

### 2024年5月6日
- 会場 東京ドーム
- 配信 Amazon Prime Video

日本初の同一興行での四大タイトルマッチ
WBA・WBC・IBF・WBOスーパーバンタム級
〇 井上尚弥（王者=大橋） vs ● ルイス・ネリ（挑戦者=メキシコ）
6回TKO。井上、WBC・WBO王座2度目、WBA・IBF王座初防衛成功
WBOバンタム級
● ジェイソン・モロニー（王者=オーストラリア） vs 〇 武居由樹（挑戦者=大橋）
12回判定。武居、王座獲得（モロニー、2度目の防衛失敗）
WBAバンタム級
〇 井上拓真（王者=大橋） vs ● 石田匠（挑戦者・1位=井岡）
12回判定。井上、2度目の防衛成功
WBAフライ級
〇 ユーリ阿久井政悟（王者=倉敷守安） vs ● 桑原拓（挑戦者=大橋）
12回判定。阿久井、初防衛成功

### 2024年7月20日
- 会場 両国国技館
- 配信 Amazon Prime Video

WBAバンタム級
〇 中谷潤人（王者=M.T） vs ● ビンセント・アストロラビオ（挑戦者・1位=フィリピン）
1回KO。中谷、初防衛成功
WBOスーパーフライ級
― 田中恒成（王者=畑中） vs ― ジョナタン・ロドリゲス（挑戦者・12位=メキシコ）
ロドリゲスの体重超過により中止
WBOフライ級 王座決定戦
● 加納陸（1位=大成） vs 〇 アンソニー・オラスクアガ（2位=米国）
3回KO。加納、挑戦失敗（オラスクアガ、王座獲得）

### 2024年10月13日・14日
- 会場 有明アリーナ
- 配信 Amazon Prime Video

日本初の2日間連続かつ同会場での同一興行ならびに2日間にかけて七大世界戦を実施
2024年10月13日
WBAバンタム級
●井上拓真（王者=大橋）vs ◯堤聖也（挑戦者・1位=角海老宝石）
12回判定。井上、王座陥落（3度目の防衛失敗）
WBCフライ級 王座決定戦
◯寺地拳四朗（1位=BMB）vs ●クリストファー・ロサレス（2位=ニカラグア）
11回TKO。寺地、王座獲得
WBAフライ級
◯ユーリ阿久井政悟（王者=倉敷守安） vs ●タナンチャイ・チャルンパック（挑戦者・15位=タイ）
12回判定。阿久井、2度目の防衛成功
WBOライトフライ級 王座決定戦
◯岩田翔吉（1位=帝拳）vs ●ハイロ・ノリエガ（2位=スペイン）
3回TKO。岩田、王座獲得
2024年10月14日
WBCバンタム級
○中谷潤人（王者=M.T）vs ●ペッチ・CPフレッシュマート（挑戦者・1位=タイ）
6回TKO。中谷、2度目の防衛成功
WBOスーパーフライ級
●田中恒成（王者=畑中） vs ○プメレレ・カフ（挑戦者・5位=南アフリカ）
12回判定。田中、王座陥落（初防衛失敗）
WBOフライ級
○アンソニー・オラスクアガ （王者=米国・帝拳）vs ●ジョナサン・ゴンサレス（挑戦者・1位=プエルトリコ）
1回TKO。オラスクアガ、初防衛に成功

### 2025年3月13日
- 会場 両国国技館
- 配信 U-NEXT

WBC&WBAフライ級 王座統一戦
○寺地拳四朗（WBC王者=BMB） vs ●ユーリ阿久井政悟（WBA王者=倉敷守安）
12回TKO。寺地、WBC2度目の防衛成功、WBA王座獲得
WBOフライ級
○アンソニー・オラスクアガ（王者=米国・帝拳） vs ●京口紘人（挑戦者・14位=ワタナベ）
12回判定。オラスクアガ、2度目の防衛成功
WBOライトフライ級
●岩田翔吉（王者=帝拳） vs ○レネ・サンティアゴ（挑戦者・2位=プエルトリコ）
12回判定。岩田、王座陥落（初防衛失敗）

### 2025年7月30日
- 会場 横浜BUNTAI
- 配信 U-NEXT

WBA&WBCフライ級
●寺地拳四朗（王者=BMB） vs ○リカルド・ラファエル・サンドバル（挑戦者・WBA3位・WBC4位=米国）
12回判定。寺地、王座陥落（WBA初防衛、WBC3度目の防衛失敗）
WBAバンタム級
△アントニオ・バルガス（王者=米国） vs △比嘉大吾（挑戦者・3位=志成）
12回判定引き分け。比嘉、挑戦失敗（バルガス、初防衛成功）
WBAライトフライ級
●エリック・ロサ（王者=ドミニカ共和国） vs ○高見享介（挑戦者・1位=帝拳）
10回TKO。高見、王座獲得（ロサ、初防衛失敗）

### 2025年9月14日（予定）
- 会場 愛知国際アリーナ
- 配信 Lemino

同アリーナ初のボクシング興行として開催予定
WBA・WBC・IBF・WBOスーパーバンタム級
井上尚弥（王者=大橋） vs ムロジョン・アフマダリエフ（WBA暫定王者=ウズベキスタン）
WBOバンタム級
武居由樹（王者=大橋） vs クリスチャン・ヒメネス（挑戦者・1位=メキシコ）
WBAミニマム級 王座決定戦
高田勇仁（1位=ライオンズ） vs 松本流星（2位=帝拳）

## 8大タイトルマッチ
- 2003年12月13日にアメリカ合衆国アトランティックシティのボードウォーク・ホールでドン・キング率いるドン・キング・プロダクションズ主催で8大タイトルマッチが行われた。イベント名は「アンプレッセデンテット・ラージ・ボックス・オフィス」(かつてない大興行)。一興行における最多世界戦の記録となっている。しかし、HBOがペイ・パー・ビューで放送が行われたのは5試合(3団体ミドル級タイトルマッチ、ウェルター級3団体統一戦、ヘビー級暫定王座決定戦、スーパーライト級タイトルマッチ、スーパーウェルター級タイトルマッチ)だけで(ライトフライ級王座統一戦、スーパーフライ級タイトルマッチ、クルーザー級タイトルマッチは後日録画放送)、第1試合(ライトフライ級王座統一戦)に至っては試合開始時の観客はゼロだった(記者席は満員になり、第1試合3回から埋まりだした(ほとんどの観客はロビーに設置されたテレビモニターで観戦していた))[3]。

### 試合結果
8試合目(メインイベント) WBA/WBC/IBF世界ミドル級王座統一戦
○  バーナード・ホプキンス（WBAスーパー/WBC/IBF王者） vs.  ウィリアム・ジョッピー（WBAレギュラー王者） ●
12回判定3-0
ホプキンス、王座統一成功（WBA3度目・WBC4度目・IBF17度目の防衛成功、ジョッピー、WBAレギュラー王座陥落）
7試合目 WBA/WBC/IBF世界ウェルター級王座統一戦
○  コーリー・スピンクス（IBF王者） vs.  リカルド・マヨルガ（WBAスーパー/WBC王者） ●
12回判定2-0
スピンクス、王座統一成功（WBAスーパー王座獲得・WBC王座獲得・IBF王座初防衛）
6試合目 WBA世界ヘビー級暫定王座決定戦
○  ジョン・ルイス vs.  ハシーム・ラクマン ●
12回判定3-0
ルイス、暫定王座獲得
5試合目 WBO世界スーパーライト級タイトルマッチ
○  ザブ・ジュダー（王者） vs.  ハイメ・ランヘル（挑戦者） ●
1回KO
ジュダー、初防衛成功
4試合目 WBA世界スーパーウェルター級タイトルマッチ
○  トラヴィス・シムズ（挑戦者） vs.  アレハンドロ・ガルシア（王者） ●
5回 KO
シムズ、王座獲得（ガルシア、王座陥落）
3試合目 WBC世界クルーザー級タイトルマッチ
○  ウェイン・ブライスウェイト（王者） vs.  ルイス・ピネダ（挑戦者） ●
1回 TKO
ブライスウェイト、2度目の防衛成功
2試合目 IBF世界スーパーフライ級タイトルマッチ
○  ルイス・アルベルト・ペレス（王者） vs.  フェリックス・マチャド（挑戦者） ●
12回判定3-0
ペレス、初防衛成功
1試合目 WBA/IBF世界ライトフライ級王座統一戦
△  ロセンド・アルバレス（WBA王者） vs.  ホセ・ビクトル・ブルゴス（IBF王者） △
12回判定ドロー
アルバレス、WBA3度目の防衛、ブルゴス、IBF初防衛成功